# Země Koruny české
Země Koruny české (německy Länder der Böhmischen Krone), přesněji Koruna království českého (latinsky Corona regni Bohemiae), zkráceně Koruna česká (latinsky Corona Bohemiae, německy Krone Böhmen či Böhmische Krone), někdy zvané České království a přidružené země nebo zjednodušeně (nepřesně) jen České království, jsou názvy nebo pojmenování historického státního útvaru, který byl tvořen svazkem zemí pod svrchovaností českého krále. Jádro tvořily korunní české země, tj. České království, Moravské markrabství, Opavské knížectví a jednotlivá slezská knížectví, která ovšem byla s královstvím spojena jiným způsobem, a to lenním vztahem (každé z nich bylo samostatným státem s vlastním vladařským rodem, armádou a státní správou - s královstvím je vázaly lenní smlouvy uzavírané jednotlivými vladaři). Po většinu doby existence tohoto státního útvaru jeho součástí byla také celá Lužice. Jednotlivé země také měly v jejím rámci značnou autonomii a tento státní útvar v poněkud odlišné podobě přežily.
Korunu českou právně ustanovil Karel IV. svými bulami ze dne 7. dubna 1348. Pojem koruna představoval nadosobní princip, přirovnatelný k dnešní instituci státu, který stál nad panovníkem i nad zemskou obcí. Lenní propojení jednotlivých zemí tak už do budoucna nebylo vázáno ani na osobu panovníka, ani na vládnoucí dynastii, nýbrž na Korunu, monarchii jako takovou. Viditelným symbolem tohoto principu byla česká, tzv. Svatováclavská koruna, které celý tento státní celek oficiálně patřil. Na jednu stranu tak byl koncept Koruny české jakousi obranou před zneužitím královské moci, neboť si král korunu, a tím i vládu nad svými zeměmi, jen vypůjčoval od svatého Václava. Na druhou stranu tento koncept mohl vést k centralizaci moci v rukou panovníka, neboť to byl právě a jedině král, kdo měl právo na hlavě nosit Svatováclavskou korunu, a kdo byl jejím prostřednictvím bytostně spojen nejen se svými zeměmi, s českým zemským patronem svatým Václavem, ale i se samotným Kristem, jakožto Králem králů. Termín Koruna a stůl Českého království se však poprvé objevuje už roku 1322 za vlády Jana Lucemburského.
Ve smyslu historického a státoprávního termínu (jako sjednocujícího pojmu vyjadřujícího příslušnost té které korunní země k teritoriu ovládanému českým králem) zanikla Corona regni Bohemiae teprve se vznikem Československé republiky roku 1918.

## Země Koruny české a společné orgány

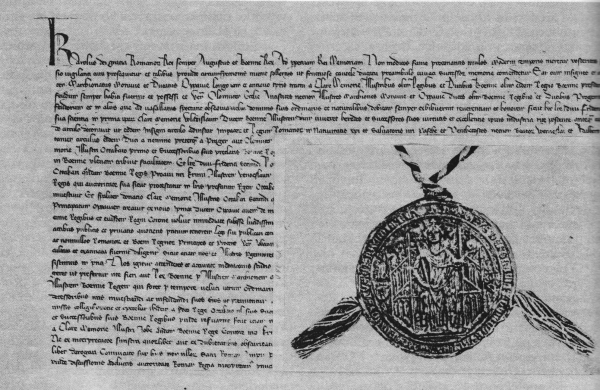
Karel IV. vyhlašuje 7. dubna 1348 Markrabství moravské, Vévodství opavské a biskupství olomoucké za léna České koruny

Karel IV. ustanovil korunu v rozsahu územních zisků svého otce Jana Lucemburského – kromě Čech, Moravy a Slezska území zahrnovalo i Chebsko, Horní Lužici a četná léna v německých zemích. Během Karlovy vlády ještě přibyla Horní Falc a Dolní Lužice (1370). V letech 1373–1415 bylo volně připojeno (ale nikoliv inkorporováno) Braniborské markrabství.
Zvolením Ferdinanda I. českým králem v roce 1526 se Koruna česká připojila k územím ovládaným rodem Habsburků, čímž byl položen základ budoucí Habsburské monarchie. V letech 1619–1620 povstalé stavy vyhlásily na korunním území Českou konfederaci, v níž už Čechy neměly hrát prim, jako doposud, ale všechny země si měly být postaveny naroveň a panovník měl být důsledně volen. Bělohorská porážka však tento pokus o vytvoření pevnějšího, soudržnějšího státu nadobro zmařila; vítězní Habsburkové neměli zájem na rozvoji a utužení Koruny, naopak cíleně postupně soustátí dezintegrovali a nakonec sloučili jednotlivé země se zeměmi rakouskými. Územně už Koruna nadále pouze ztrácela: ještě během třicetileté války (1635) postoupil císař Ferdinand II. obě Lužice Sasku; další ztráta přišla v letech 1742–44, kdy byla Marie Terezie nucena vzdát se ve prospěch Pruska většiny (téměř 9/10) území Slezska, které tehdy bylo hospodářsky nejvyspělejší částí habsburského soustátí. Všechna zahraniční léna Koruny pak byla z korunního svazku uvolněna nejpozději na Vídeňském kongresu (1815).

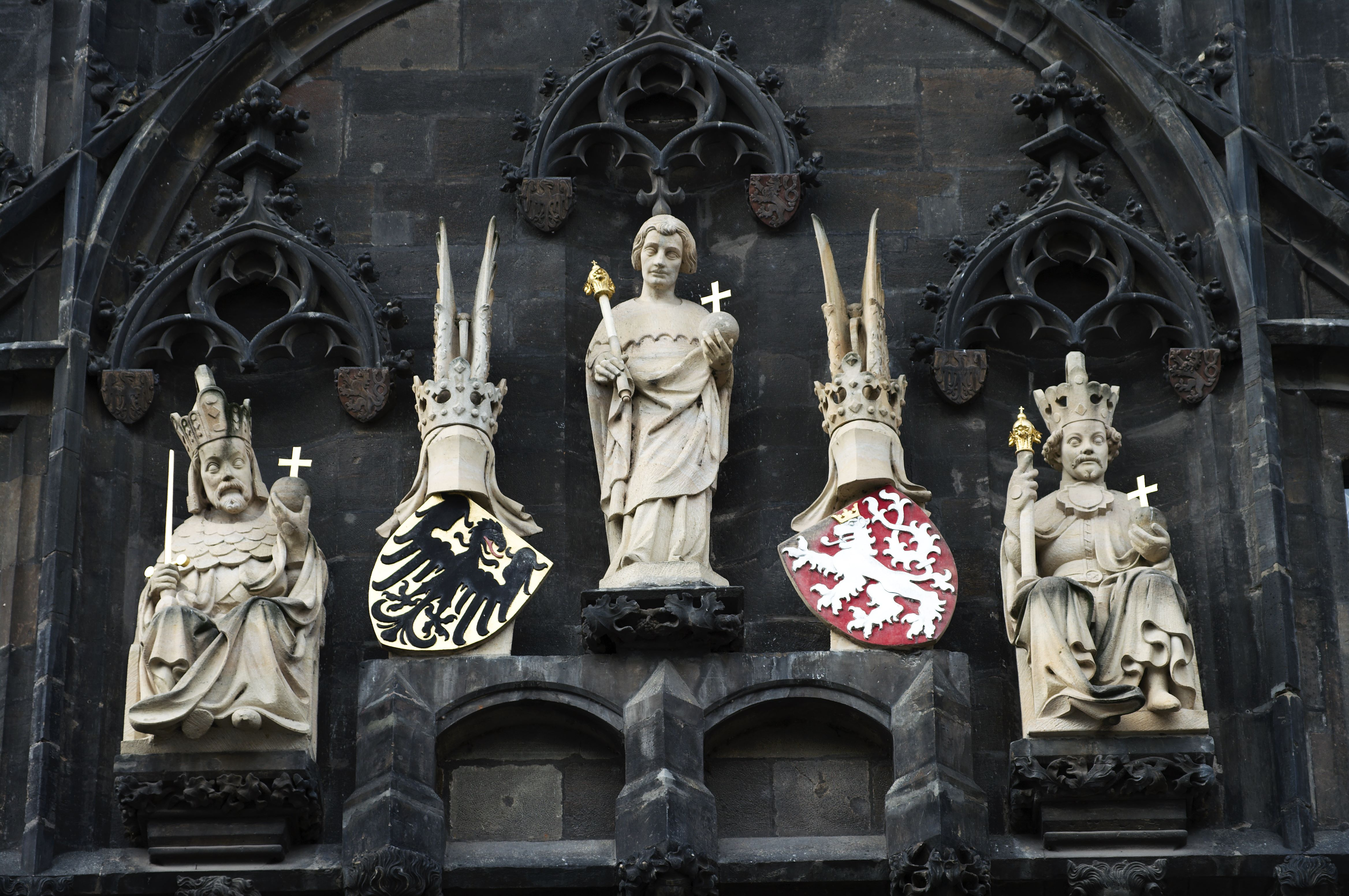
Znaky Svaté říše římské a České koruny na Staroměstské mostecké věži v Praze

Ačkoliv země Koruny české postupně ztratily v rámci rakouské monarchie svoji samostatnost a jako samostatný útvar v jejím rámci fakticky zanikly se zánikem svých centrálních orgánů, formálně zanikly až rozpadem Rakouska-Uherska v roce 1918, kdy se s výjimkou části Těšínska, připojené Polskem, staly základem české části nově vzniklé Československé republiky.
Země byly spojeny zejména společným panovníkem - českým králem, a dále pak řadou úřadů (mimo slezské státečky). Nejvýznamnějším z nich byla Česká královská kancelář, v jejímž čele stál nejvyšší kancléř, a která koordinovala chod státní správy a přes niž šla veškerá korespondence pro panovníka a od panovníka (různé akty, stanoviska a nařízení). Dalším orgánem byl nejvyšší mincmistr, který se staral o ražbu mincí v celém státě.
Roku 1527 král Ferdinand I. ustanovil Radu komory královské jako orgán dohledu nad všemi zeměmi v oblasti státních financí. Zvláštní postavení měly dvorské úřady, které se úzce pojily k osobě panovníka, a také demonstrovaly jednotu českého státu. Jednalo se například o dvorského sudího, dvorského maršálka či číšníka.
Šlechta všech zemí se účastnila Generálního sněmu, který se skládal z delegátů zemských sněmů a z členů českého zemského sněmu. Jednalo se o společný stavovský orgán.

### Pojem „vedlejší země“
Termín „vedlejší země Koruny české“ je novodobý a bývají jím označována území ležící mimo České království, tj. zpravidla Slezsko a Lužice. Někdy k nim bývá řazena i Morava. Historička Lenka Bobková s tímto zařazením Moravy mezi vedlejší země pro období středověku nesouhlasí, považujíc ji za „integrální, dědičnou součást českého království“.

### Seznam zemí
| název                                                                  | typ                                    | poloha | hl. město                                       | obyvatelstvo                 | náboženství                                                                          |
| ---------------------------------------------------------------------- | -------------------------------------- | ------ | ----------------------------------------------- | ---------------------------- | ------------------------------------------------------------------------------------ |
| České království (německy Königreich Böhmen, latinsky Regnum Bohemiae) | korunní země, království               |        | Praha                                           | Češi, Němci                  | římskokatolické, husitské/protestantské (15.–17. století), luteránské, reformované   |
| Moravské markrabství (něm. Markgrafschaft Mähren)                      | korunní země, markrabství              |        | Olomouc, Brno                                   | Češi (Moravané), Němci       | římskokatolické, husitské/protestantské (15.–17. století), novokřtěnecké, luteránské |
| Slezsko (něm. Herzogtümer Schlesien, polsky Księstwa śląskie)          | „vedlejší země“, knížectví             |        | Vratislav                                       | Němci, Češi, Slezané, Poláci | římskokatolické, luteránské, husitské/protestantské                                  |
| Horní Lužice (německy Oberlausitzn)                                    | „vedlejší země“, markrabství           |        | Budyšín (Bautzen)                               | Němci, Lužičtí Srbové        | římskokatolické, luteránské                                                          |
| Dolní Lužice (německy Niederlausitz)                                   | „vedlejší země“, markrabství           |        | Lubín (Lübben)                                  | Němci, Lužičtí Srbové        | luteránské                                                                           |
| 1377–1396: Zhořelecko (německy Görlitz)                                | „vedlejší země“, vévodství             |        | Zhořelec (Görlitz)                              | Němci                        | římskokatolické                                                                      |
| Chebsko (německy Egerland / Eghalånd, latinsky Regio Egrensis)         | ostatní země, říšská zástava           |        | Cheb (Eger)                                     | Němci, Češi                  | římskokatolické                                                                      |
| 1353–1401: Česká Horní Falc (něm. Böhmische Oberpfalz)                 | ostatní země, falckrabství             |        | Sulzbach                                        | Němci                        | římskokatolické                                                                      |
| 1373–1415: Braniborské markrabství (něm. Markgrafschaft Brandenburg)   | ostatní země, markrabství, kurfiřtství |        | Branibor nad Havolou (Brandenburg an der Havel) | Němci                        | římskokatolické                                                                      |

## Historie

### Za vlády Lucemburků

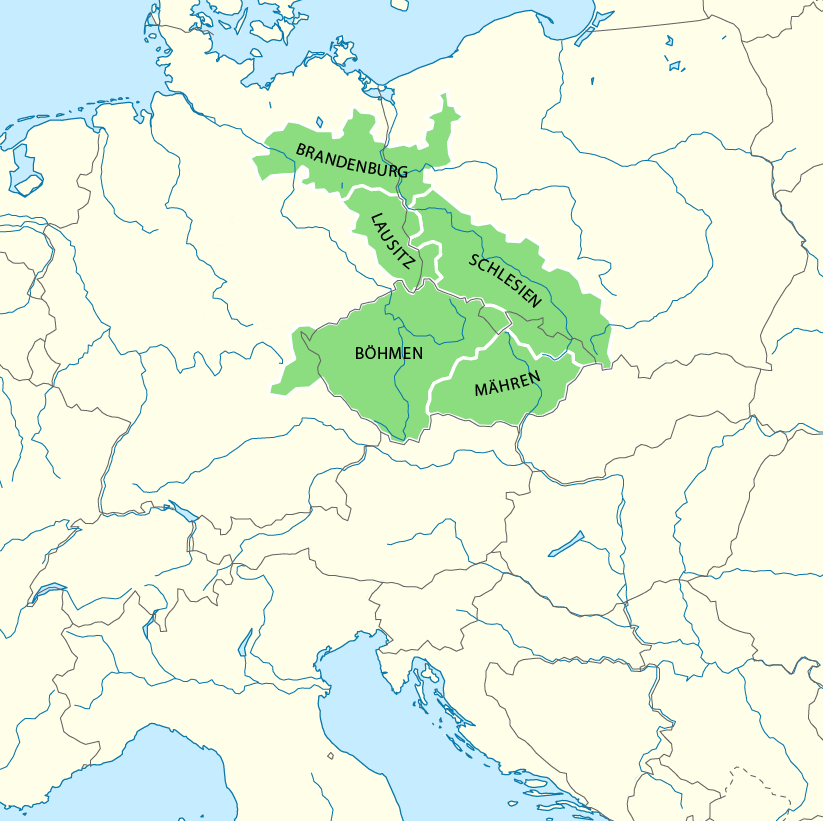
Česká koruna po roce 1373, kdy za Karla IV. dosáhla největšího územního rozsahu

Lucemburská Morava nebyla jednotným zemským či státoprávním útvarem. Její území tvořilo nejen Moravské markrabství, ale i biskupství olomoucké a Vévodství opavské. Všechny tyto tři celky byly vázány přímo na Korunu království českého, respektive na samotného českého krále, který o nich rozhodoval. Moravský markrabě se sídlem v Brně nestál vůči Olomouci a Opavě v nadřazeném postavení. Olomoucký biskup, opavský vévoda i moravský markrabě podléhali přímo českému králi jakožto svému lennímu pánu.

### Stavovská monarchie

Jagellonská Evropa na konci 15. století

Česká koruna se za vlády Lucemburků nestačila vnitřně upevnit a srůst v jednotný stát. Zejména v 15. století rostlo stavovské sebeuvědomování. Stavy se ovšem neidentifikovaly s celou Korunou, nýbrž se zemí, v níž žily a jejíž zájmy chtěly hájit. Tento zemský princip vedl k partikularismu uvnitř českého státu. Tomuto emancipačnímu úsilí stavů na zemské úrovni napomohla nejen slabá ústřední vláda Václava IV., ale především rozštěpení Koruny české za husitských válek. Žádná celokorunní stavovská instituce tedy nevznikla a v rozdělené Koruně ani vzniknout nemohla. Zemsky uzavřenému stavovství dále přihrávalo rozpolcení České koruny za Jiřího z Poděbrad (a po něm za Vladislava Jagellonského) a Matyáše Korvína. K větší centralizaci Koruny nedošlo ani po roce 1490, kdy vládu nad celou Českou korunou převzal Vladislav Jagellonský. Dílčí integraci prodělala pouze tříšť slezských zemiček, které si vytvořily společný orgán reprezentující celé Slezsko. Ze stavovského hlediska zůstala Česká koruna svazkem samostatných zemských korporací, z nichž každá měla vlastní orgány i možnost obracet se přímo na krále. Přestože nebo právě proto, že se české stavy cítily být nadřazené nad stavy ostatních zemí Koruny (osobovaly si například právo volit českého krále), žádnou stavovskou integraci, která by upozadila jejich výlučnost, neiniciovaly. Soustředily se na vlastní problémy a pouze proklamativně na králi žádaly, aby dbal o teritoriální celistvost České koruny. Habsburkům vnitřně nesjednocená Koruna vyhovovala, neboť jim umožňovala snáze prosazovat vlastní zájmy v jednotlivých zemích a podporovat jejich vazby na nově vytvořené centrální úřady ve Vídni, a proto se o nějakou její hlubší integraci nepokusili.
Přestože Česká koruna byla formálně součástí Svaté říše římské, dokázali jagellonští králové uhájit její nezávislý charakter a vyvázali se i z finančních závazků vůči říši. České země tak nebyly zahrnuty do říšské reformy, kterou tehdy uskutečnil císař Maxmilián I.
Odhaduje se, že kolem roku 1500 žily na území České koruny, která měla rozlohu přibližně 125 000 km2, asi 2 300 000 obyvatel, kolem roku 1600 pak už asi 2 950 000 obyvatel.

### Konfederace
Počátek konfederace jednotlivých zemí Koruny české je datován do období po sesazení řádně zvoleného a korunovaného českého krále Ferdinanda II. českými stavy. Vznik měl řešit nadřazenost Českého království nad vedlejšími zeměmi, což bylo důležité proto, aby se tyto země sjednotily a jednaly společně proti Ferdinandovi.
Z výše zmíněných důvodů byl 31. července 1619 svolán generální sněm stavů zemí Koruny české, aby byl dohodnut další postup a schválena konfederace. Všechny země měly být stmeleny jediným panovníkem s omezenými pravomocemi, měly mít společné tyto instituce: českou dvorskou kancelář, generální sněm a společné velení armády. Měla zde fungovat evangelická církev s defenzory, přičemž katolíci neměli být utlačováni, pokud budou uznávat Majestát a jezuité museli odejít ze všech zemí.
Podle této smlouvy byl zvolen a panoval pouze jeden král, a to Fridrich I. (s kterým je také osud konfederace spojen, protože nedlouho poté, co na trůn nastoupil Ferdinand II., bylo vydáno Obnovené zřízení zemské, které výrazně zmenšilo svobody českých stavů). Poněkud později na počátku roku 1620 na sněmu v Prešpurku byla konfederace rozšířena území ovládané Gabrielem Betlenem, tedy Uherské království a Sedmihradské knížectví a Dolní a Horní Rakousy.
Horní Rakousy byly přinuceny vzdát císaři hold 20. srpna 1620, poté, co je vojensky obsadil vrchní velitel ligistického vojska, Maxmilián I. Bavorský. Čechy padly prakticky okamžitě po bitvě na Bílé hoře, kdy 13. listopadu vydaly konfederační listiny vítězům. Morava, především Karel starší ze Žerotína, začala jednat o vyrovnání s císařem 20. prosince a Slezsko poté, co král Fridrich odjel 22. prosince. Obě Lužice mezitím dobyl Jan Jiří I. Saský. Poslední, kdo zůstal z konfederace, Betlen s Uherskem sám jednal s císařem již delší dobu za zády všech konfederovaných zemí.

### Restaurace absolutismu

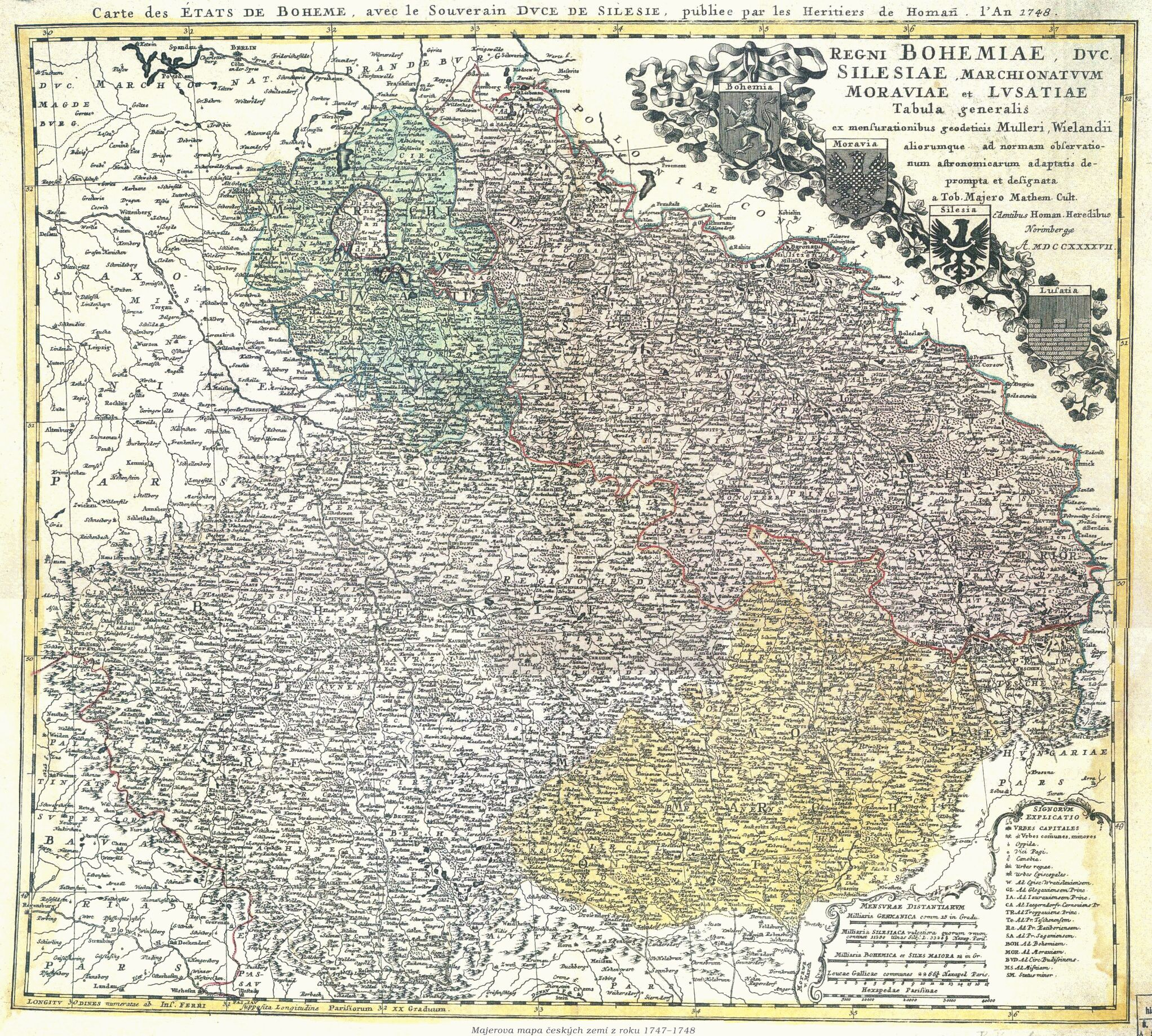
Země Koruny české v roce 1747

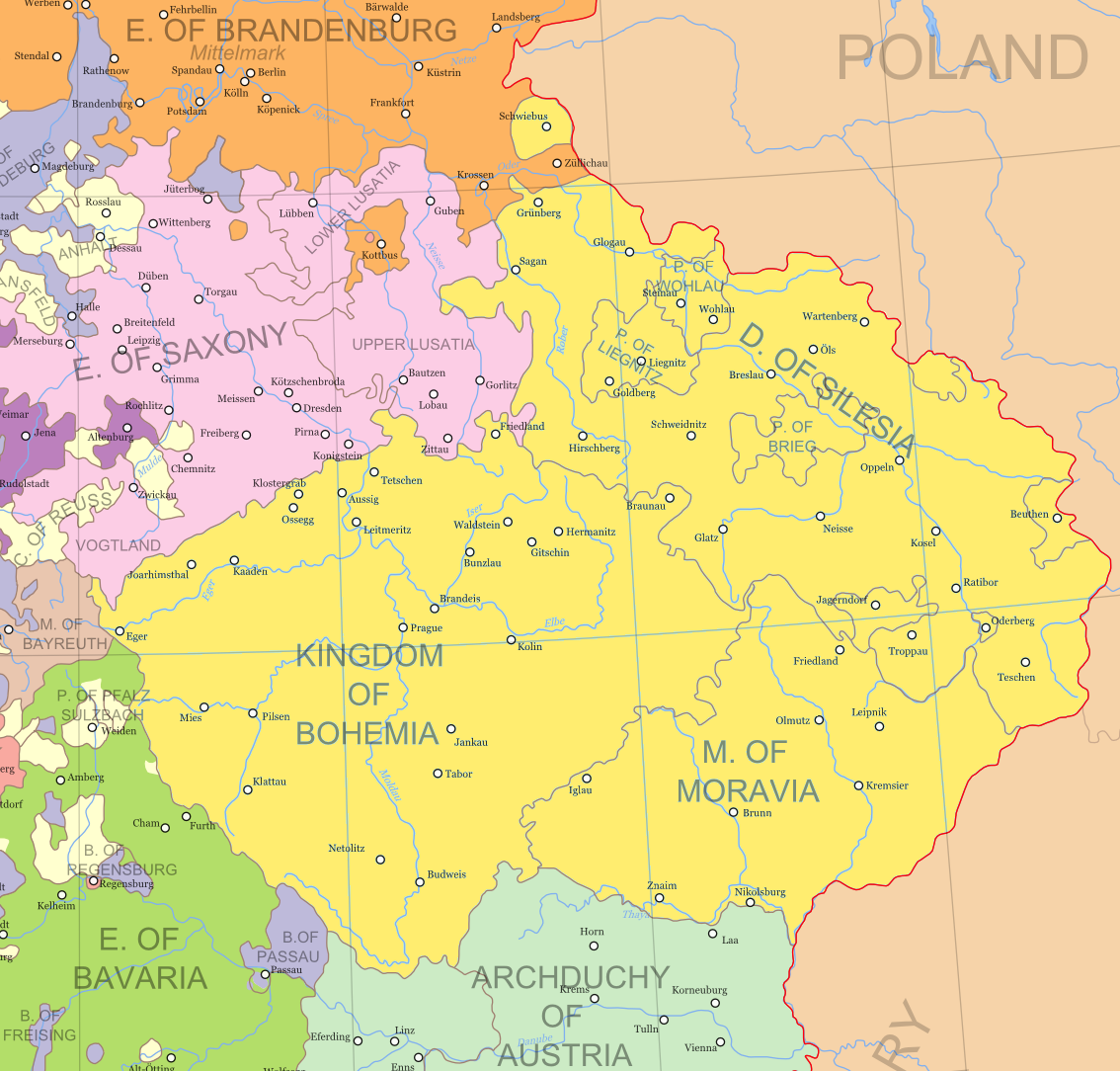
Země Koruny české v roce 1648 (bez formálně přináležejících Lužic)

Nedlouho po vrácení moci nad zeměmi Koruny české Ferdinandovi II. byl oktrojován nový systém státního zřízení, tedy Obnovené zřízení zemské (1627). S tímto zřízením došlo k okleštění mnoha stavovských pravomocí, nejenže listina nebyla schválena stavy, ale nebyla ani nikdy v úplnosti přeložena do češtiny. Jazyk německý byl také zrovnoprávněn s českým. Nejdůležitějším ustanovením nového zřízení však byla definice „zapůjčování“ Svatováclavské koruny, které se mělo dít dědičně, a ne voleně, tak jak tomu bylo zvykem po mnohá staletí. Zajímavé je, že legálnost tohoto kroku byla opírána o usnesení moravských stavů v době volby Ferdinanda I., kteří natruc stavům českým potvrdili dědická práva Anně Jagellonské a jejího muže přijali jen za svého pána.
Habsburská centralizační opatření směřovala k Vídni, nikoliv k Praze. Posilováním pouta jednotlivých zemí s habsburskou monarchií jako celkem, docházelo k uvolňování svazku mezi zeměmi Koruny české jakožto svébytného celku uvnitř této monarchie. A tak českou státnost zpřítomňovala především svatováclavská koruna a s ní spojovaný pojem Česká koruna, užívaný ve smyslu český stát, aniž by záleželo na jeho přesně vymezené podobě. České královské korunovace se pak stávaly okázalými demonstracemi jednoty zemí Koruny české pod vládou společného krále, zmocněného k vládě nad těmito zeměmi právě korunou svatého Václava.

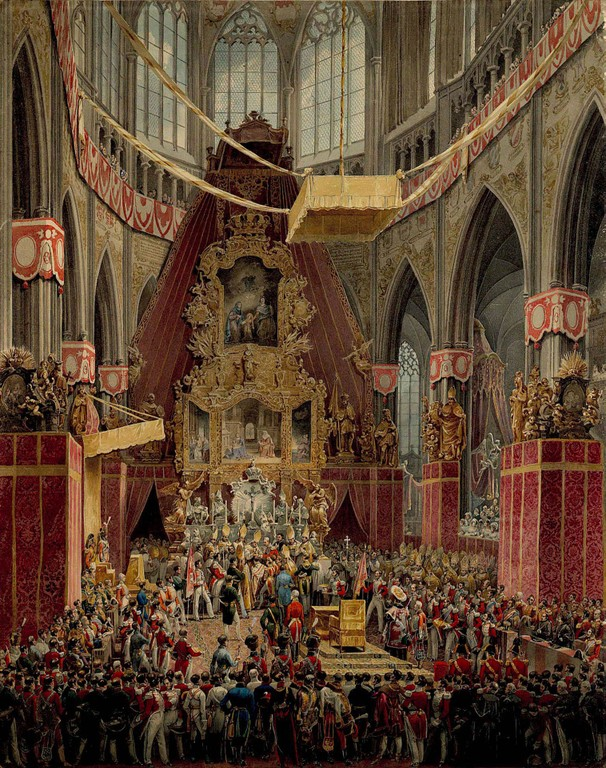
Česká královská korunovace v roce 1836, i v dobách faktické nesamostatnosti České koruny korunovace symbolicky demonstrovaly soudržnost jejích zemí pod vládou českého krále

Během třicetileté války byli Habsburkové v důsledku pražského míru v roce 1635 nuceni postoupit obojí Lužici saskému kurfiřtovi Janu Jiřímu. Saský kurfiřt však měl obě Lužice držet jako léna České koruny a český král jakožto vládce nad celou Korunou směl nadále užívat lužické markraběcí tituly. Právně byla lénní vazba obou Lužic na Českou korunu zrušena až roku 1815 vídeňským kongresem. Přestože od roku 1635 Lužice sdílely své osudy se Saskem, zejména tamní katolické instituce (kapitula v Budyšíně, kláštery cisterciaček v Mariensternu a Marienthalu) nadále udržovaly kontakt s českým katolickým prostředím.

Mapa dědičných zemí Habsburků roku 1789

Slezsko, kromě měst Těšín, Opava a Krnov, připadlo roku 1742 Prusku. Po rozpadu Svaté říše římské v roce 1806 Česká koruna také definitivně ztratila všechny državy na území říše.
Kolem roku 1815 obývalo území České koruny (tedy České království, Moravské markrabství a Slezské vévodství) na 5 milionů obyvatel, z nichž téměř dvě třetiny považovaly za svou mateřštinu češtinu. Většina obyvatel žila na venkově, města obývalo asi jen 15 % obyvatel. Velikost židovské menšiny se odhaduje na 80 000 osob.
Podle některých byla roku 1749 Česká koruna správními reformami Marie Terezie de facto zrušena, když byla česká dvorská kancelář ve Vídni sloučena s kanceláří rakouskou do spojené česko-rakouské dvorské kanceláře. Zřízení přetrvalo bez větších změn až do revolučního roku 1848, kdy museli habsburští panovníci v mnohém ustoupit národům spojeným ve svém císařství. I po tereziánských reformách byli nadále korunováni čeští králové jakožto páni celé České koruny, neboť české korunovace a samotná svatováclavská koruna demonstrovaly jednotu českých zemí pod vládou společného v Praze korunovaného krále. Poslední korunovace se konala roku 1836.
Pozice Českého království a potažmo celé České koruny byla však velmi vážně oslabena zánikem Svaté říše římské v roce 1806. České země tehdy ztratily dosavadní možnost skromného vnějšího politického zastoupení, které hrálo klíčovou roli zejména při volbě římského krále, na stálém říšském sněmu v Řezně a na říšském soudu ve Wetzlaru. V nově ustaveném Německém spolku po roce 1815 už historicko-politická individualita Českého království reflektována nebyla – formálně bylo království navenek zastupováno výhradně osobou panovníka, který však užíval jen titul císaře rakouského.

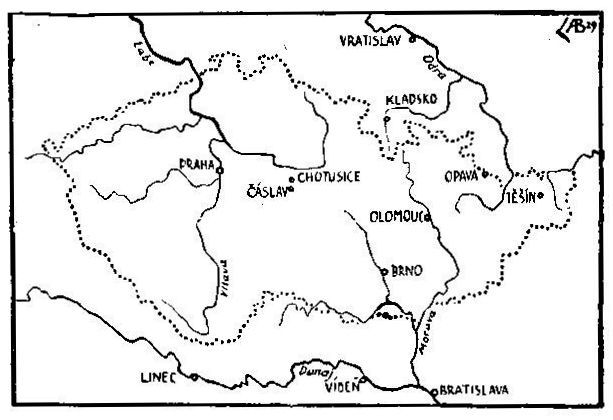
Rozsah českého státu od poloviny 18. století do konce první světové války

### Po roce 1848

Země Koruny české v rámci Německého spolku (1815–1866)

Na jaře 1848 žádali zástupci tzv. Svatováclavského výboru císaře o užší propojení rozvolněného svazku zemí Koruny české a o jeho autonomii v rámci Rakouského císařství. Tento státoprávní požadavek se však setkal s odporem německojazyčného obyvatelstva Čech a v polovině dubna 1848 byl odmítnut i moravským zemským sněmem. Německy hovořící obyvatelé Čech a Moravy začali svou budoucnost spatřovat spíše ve velkém sjednoceném Německu; historických práv České koruny se tak dovolávali především zástupci českojazyčného obyvatelstva. Podstatně odlišné názory na budoucí politické a státoprávní postavení Čech a Moravy ve střední Evropě tak vedly k rozchodu obou jazykových skupin žijících na území České koruny. Ty se pak začaly chápat jako dva odlišné národy s rozdílnými cíli a zájmy. Společné soužití českých a moravských "Čechů" a "Němců" bylo napříště poznamenáno permanentním státoprávním a národnostním bojem.
Ačkoli František Josef I. několikrát přislíbil svou českou korunovaci, nakonec k ní nikdy nedošlo. Poslední český král Karel se české korunovace nedočkal, již v roce 1918 totiž zaniklo České království (a s ním i jeho Koruna včetně Moravského markrabství) přeměnou v Československo.
Spolu s růstem požadavků obnovy české státnosti a uznání svébytnosti České koruny rostla úcta k českým korunovačním klenotům, které byly vnímány jako hmatatelný symbol vzájemného svazku zemí Koruny české, který byl hlubšího charakteru než svazek s ostatními habsburskými zeměmi.

## Národnostní složení

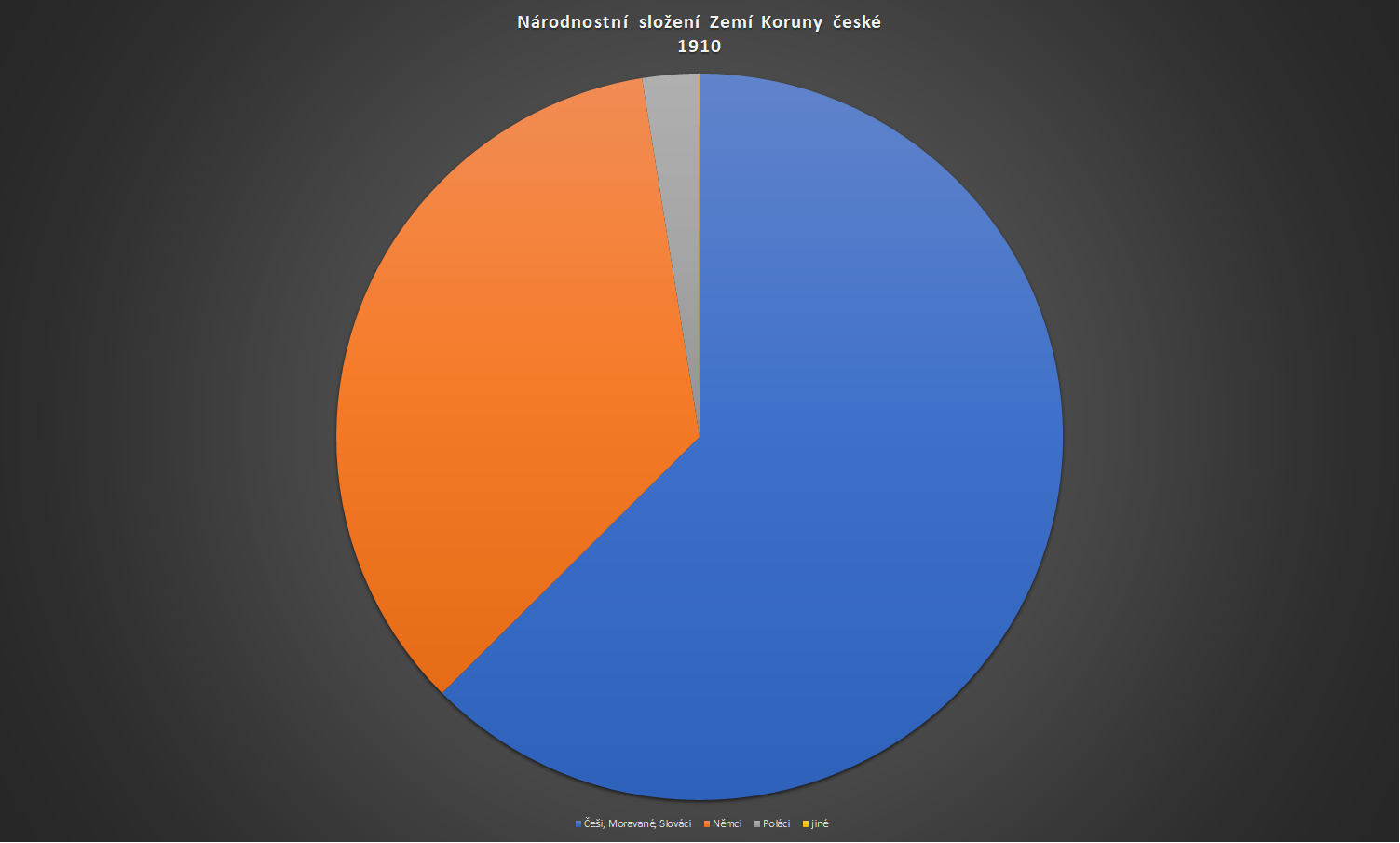
Národnostní složení Zemí Koruny české v roce 1910.

Podle posledního před-válečného sčítání lidu v roce 1910 se v Zemích Koruny české nacházelo 10 059 110 státních příslušníků. Z toho bylo: 3 512 523 Němců, 6 291 258 Čechů, Moravanů, Slováků, 25 293 Poláků, a jiné národnosti bylo 3 636 státních příslušníků.